# Biblioteca Gaetano Badii
La biblioteca comunale Gaetano Badii è la biblioteca pubblica della città di Massa Marittima.

## Storia

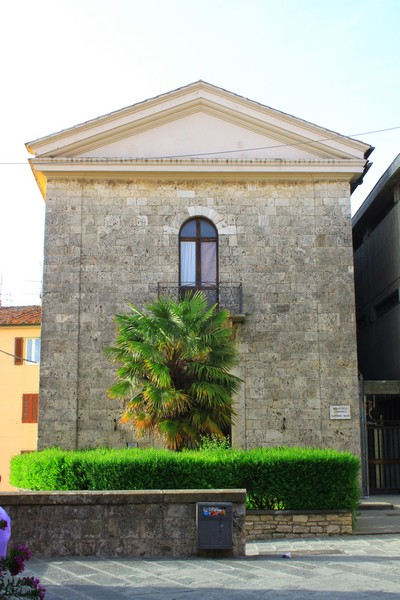
L'ex chiesa di San Michele, sede della biblioteca dal 1958 al 2008

L'istituzione di una biblioteca pubblica nella città di Massa Marittima si deve alla figura del professore Stefano Galli di Modigliana, autore delle Memorie storiche di Massa (1871), il quale nell'aprile 1867 istituì, insieme agli insegnanti della scuola comunale della città, una "Biblioteca Magistrale"; a essa venne subito affiancata una piccola collezione di minerali che, insieme ai libri donati dai maestri, diventò il primo nucleo della nascente istituzione. Il 2 giugno 1867, in occasione della festa dello Statuto, la biblioteca aprì al pubblico nel convento delle Clarisse.
In occasione dell'inaugurazione il sindaco Giovanni Falusi decise di adoperarsi per aiutare la biblioteca, che divenne comunale e acquisì, grazie all'amministrazione comunale, una donazione di volumi che aumentarono il valore della raccolta, insieme alla collezione mineralogica del consigliere delle miniere del Granducato di Toscana, l'ingegnere Theodor Haupt. Oltre a ciò, il comune riconobbe alla biblioteca un piccolo sussidio annuo e decise di ospitarla in alcune stanze della chiesa di San Pietro all'Orto, ex convento degli Agostiniani.
Nel 1958 fu trasferita nell'edificio dell'ex chiesa di San Michele in piazza Cavour, ristrutturato nel 1955. Nel 1993 l'ente biblioteca venne riformato e affidato a bibliotecari professionisti tramite concorso pubblico: primo direttore fu Maurizio Vivarelli, dal 1993 al 1998, seguito da Roberta Pieraccioli a partire dal 2000. Il 4 ottobre 2008 la biblioteca ritornò nella sua sede originaria, il convento delle Clarisse in piazza XXIV Maggio.
La biblioteca è dedicata allo storico Gaetano Badii, nativo di Massa Marittima.

## Patrimonio librario
La biblioteca comunale Gaetano Badii dispone di un patrimonio documentario di circa 50 000 unità.
Nella biblioteca sono conservati i seguenti importanti fondi: fondo Theodor Haupt, fondo Caterini, fondo Riccardo Marchi, fondo Antonio Desideri, fondo Umberto Lenzi. Il fondo antico, che comprende il nucleo originale della biblioteca, comprende circa 250 cinquecentine, 14 manoscritti e 20 incunaboli. Degno di nota è anche il fondo locale che raccoglie materiali legati alla storia della città e del suo territorio. Afferiscono alla biblioteca l'archivio storico comunale, che raccoglie documentazione della vita della città dal XIII-XIV secolo in poi, e gli archivi minerari, che raccolgono documentazione prodotta tra fine Ottocento e tutto il Novecento dalle aziende minerarie che hanno lavorato nel territorio.

## Direttori
| Direttore           | Periodo        | Periodo        | Note  |
| Direttore           | Inizio         | Fine           | Note  |
| ------------------- | -------------- | -------------- | ----- |
| Maurizio Vivarelli  | 18 maggio 1993 | 31 maggio 1998 | [ 5 ] |
| Roberta Pieraccioli | 1º agosto 2000 | in carica      | [ 2 ] |